# Dvicio
Dvicio, també conegut com a DVICIO o simplement DV, és un grup pop espanyol format l'any 2009 però aleshores sota el nom de Tiempo Límite. Està format per cinc integrants, Andrés Ceballos (veu, piano i guitarra), Luis Gonzalvo (bateria), Martín Ceballos (baix i cors), Alberto González "Missis" (guitarra i cors) i Nacho Gotor (guitarra). DVICIO va signar l'any 2014 per la discogràfica Sony Music Entertainment.